# Bedford (Kentucky)
Bedford es una ciudad ubicada en el condado de Trimble en el estado estadounidense de Kentucky. En el Censo de 2010 tenía una población de 599 habitantes y una densidad poblacional de 578,19 personas por km².

## Geografía
Bedford se encuentra ubicada en las coordenadas 38°35′45″N 85°19′7″O / 38.59583, -85.31861. Según la Oficina del Censo de los Estados Unidos, Bedford tiene una superficie total de 1.04 km², de la cual 1.04 km² corresponden a tierra firme y (0%) 0 km² es agua.